# Verhuizende zussen
Het arrest Verhuizende zussen (HR 12 mei 2000, NJ 2001/300) is een arrest van de Nederlandse Hoge Raad dat betrekking heeft op een vriendendienst en aansprakelijkheid voor letselschade uit onrechtmatige daad.

## Samenvatting
Bij een verhuizing sjouwen twee zussen een linnenkast uit de berging naar een woning op de tweede verdieping. Hierbij moet één trap worden genomen op weg naar de lift. Op de trap maakt de ene zus een verkeerde beweging, waardoor de andere zus met haar arm bekneld raakt; haar onderarm moet uiteindelijk worden geamputeerd. De enkele mogelijkheid van een ongeval dat aan een bepaald gedrag inherent is, maakt dat gedrag volgens de Hoge Raad nog niet onrechtmatig. Het ongeval is te wijten aan een ongelukkige samenloop van omstandigheden. Daarom geen aansprakelijkheid uit onrechtmatige daad.

## Casus
3.1 In cassatie kan van het volgende worden uitgegaan:

(i) Op 10 mei 1994 heeft Wendy haar zuster Monique op haar verzoek geholpen met het inrichten van haar nieuwe woning.

(ii) Deze woning is gelegen in een flatgebouw met een lift. Bij de woning behoort, onderaan dat flatgebouw, een berging welke uitkomt op een gang die leidt naar een korte trap. Bovenaan de trap is een deur met een dranger die toegang geeft tot het trapportaal met de lift. De deur van de lift en de deur met de dranger bevinden zich in dat trapportaal naast elkaar.

(iii) Tot de woning behoren twee standaard linnenkasten van ongeveer 60 cm breed en 180 cm hoog. Deze kasten stonden in de berging en moesten worden verplaatst naar de woning van Monique.

(iv) Nadat Wendy en Monique de eerste kast van de berging naar de woning hadden gebracht, is Wendy bij het verplaatsen van de tweede kast met haar rechterpols tussen de deur met de dranger en die kast bekneld geraakt. Zij heeft daardoor letsel opgelopen dat heeft geresulteerd in een posttraumatische spierdystrofie, die uiteindelijk ertoe heeft geleid dat op 30 januari 1995 haar rechteronderarm tot ongeveer 7 cm onder het ellebooggewricht moest worden geamputeerd.

(v) De feitelijke toedracht van dit ongeval was als volgt. Nadat Wendy en Monique met de tweede kast vanuit de berging via de gang naar de trap en de deur met de dranger waren gegaan, waarbij Wendy vooropging, zijn zij vervolgens op de trap (nagenoeg) stil komen te staan. Daarbij hield Wendy, bovenaan de trap staande, met haar rechterhand de deur open en hield zij tegelijkertijd met haar linkerhand de kast vast, terwijl Monique op een traptrede stond en de kast met twee handen vast had. Vanuit deze positie heeft Monique de kast, teneinde hem door de deur te kunnen krijgen, horizontaal gedraaid. Hierbij verloor zij echter haar evenwicht en glipte de kast (voor beide partijen) onverwacht uit haar handen. In een wanhopige reactie heeft Monique de kast vervolgens een duw naar boven gegeven. Door deze duw kwam de kast in aanraking met Wendy’s rechterarm waardoor haar rechterpols bekneld is geraakt.

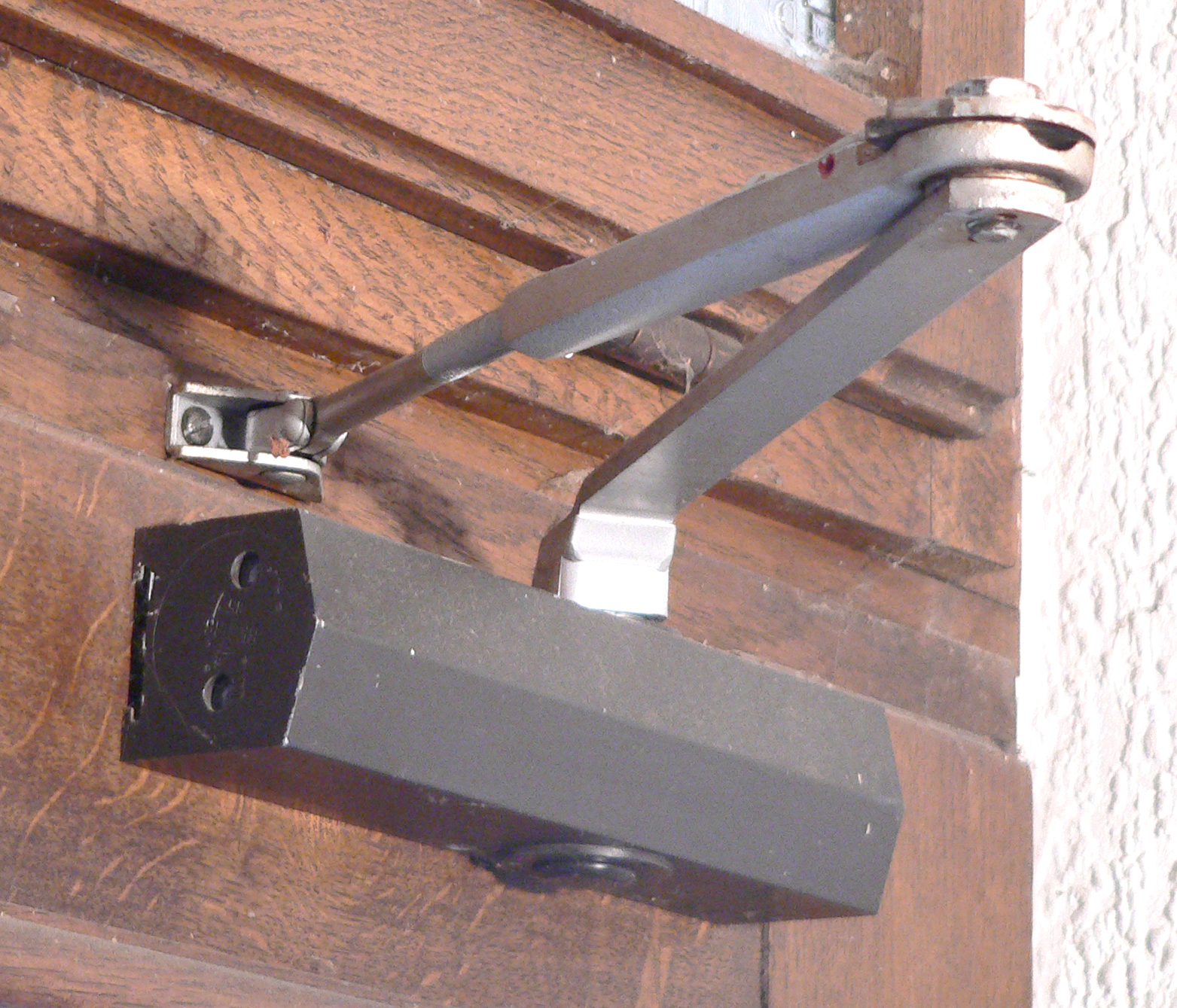
Deurdranger

Wendy vordert een verklaring voor recht dat haar zus Monique aansprakelijk is voor de schade uit onrechtmatige daad. Ook vordert ze een voorschot van 10.000 euro.

## Rechtsvraag
Is Monique op grond van onrechtmatige daad (geheel of gedeeltelijk) aansprakelijk voor de schade? (Nee.)

## Procesgang
De vordering van Wendy is door de rechtbank toegewezen. Dit vonnis is door het hof vernietigd. Het hof heeft de vorderingen voor 50% toegewezen, waarbij de vermindering is gebaseerd op artikel 6:101 BW.
Beiden gaan in cassatie. Het principale beroep van Wendy betreft de omvang van de schadevergoeding (50%). Het incidentele beroep van Monique betreft de gestelde onzorgvuldigheid en de onrechtmatigheid. De Hoge Raad heeft zowel het vonnis van de rechtbank als het arrest van het hof vernietigd en de vorderingen afgewezen.

## Hoge Raad
De enkele mogelijkheid van een ongeval dat aan een bepaald gedrag inherent is, maakt dat gedrag volgens de Hoge Raad nog niet onrechtmatig. Het ongeval is te wijten aan een ongelukkige samenloop van omstandigheden. Daarom geen aansprakelijkheid uit onrechtmatige daad. De Hoge Raad overwoog:

[4.1] Het middel gaat (...) terecht ervan uit dat niet reeds de enkele mogelijkheid van een ongeval, als verwezenlijking van een gevaar dat aan een bepaald gedrag inherent is, dat gedrag onrechtmatig doet zijn, maar dat zodanig gevaarscheppend gedrag slechts onrechtmatig is indien de mate van waarschijnlijkheid van een ongeval (het oplopen van letsel door een ander) als gevolg van dat gedrag zo groot is, dat de dader zich naar maatstaven van zorgvuldigheid van dat gedrag had moeten onthouden (...).
[4.2] Het Hof heeft (...) deze maatstaf miskend.

[4.3] De feitelijke toedracht van het ongeval (...) laat geen andere gevolgtrekking toe dan dat hier sprake is geweest van een ongelukkige samenloop van omstandigheden ( ...).

De door het Hof aan Monique verweten gedraging –namelijk de horizontale draaimanoeuvre waardoor reëel gevaar ontstond en waardoor het letsel van Wendy uiteindelijk is veroorzaakt– maakte een ongeval als het onderhavige niet onder alle omstandigheden zodanig waarschijnlijk, dat Monique zich naar de eisen van de haar jegens Wendy betamende zorgvuldigheid daarvan had behoren te onthouden. Voorts blijkt uit de stukken van het geding niet dat Wendy zich heeft beroepen op omstandigheden die tot een andere conclusie leiden. Hieraan kan niet afdoen dat het ongeval bij Wendy tot ernstig letsel heeft geleid. Dat letsel is blijkens hetgeen
hiervóór werd overwogen geheel toe te schrijven aan de ongelukkige gang van zaken bij een verhuizing waarbij Monique en Wendy een kast moesten verplaatsen en deze kast, nadat zij even daarvoor een andere –soortgelijke– kast zonder ongelukken hadden verplaatst, onverwacht uit de handen van Monique is geglipt.

## Relevantie
De terminologie "ongelukkige samenloop van omstandigheden" is na lange tijd door de Hoge Raad weer van stal gehaald. In de literatuur is kritiek op een dergelijke terminologie, omdat deze kwalificatie bij veel ongelukken kan worden gebruikt, dus weinig onderscheidend vermogen heeft. Het is dus geen echt criterium, maar een conclusie op basis van andere criteria.